# 柳生宗章
柳生 宗章（やぎゅう むねあき）は、安土桃山時代から江戸時代初期にかけての武将・剣豪。柳生宗厳の四男で柳生宗矩の兄。通称は五郎右衛門。

## 略歴
文禄3年（1594年）に弟・宗矩と共に徳川家康に召されたが仕官せず、武者修行の末に小早川秀秋に召抱えられる。関ヶ原の戦いでは秀秋に近侍して警護の任にあたった。その後小早川家が改易されると、中村一忠の執政家老・横田村詮に乞われて伯耆国米子藩に客将として仕えることになる。
しかし、村詮の才覚を妬み出世を目論む一忠の側近の安井清一郎、天野宗杷らの陰謀により、慶長8年（1603年）11月14日、城内で催された慶事において、安井らに唆された一忠によって村詮は謀殺された。これに対し、横田一族を支持する家臣は憤りを感じ、飯山に立て篭もると、宗章も義憤と横田への恩義から加勢した。隣国の堀尾吉晴の助勢を得た一忠により鎮圧され、その際に宗章は吹雪の中で数本の刀を差して敵兵18名を切り倒すなど奮戦するが、最後は刀折れて壮絶な戦死を遂げた。

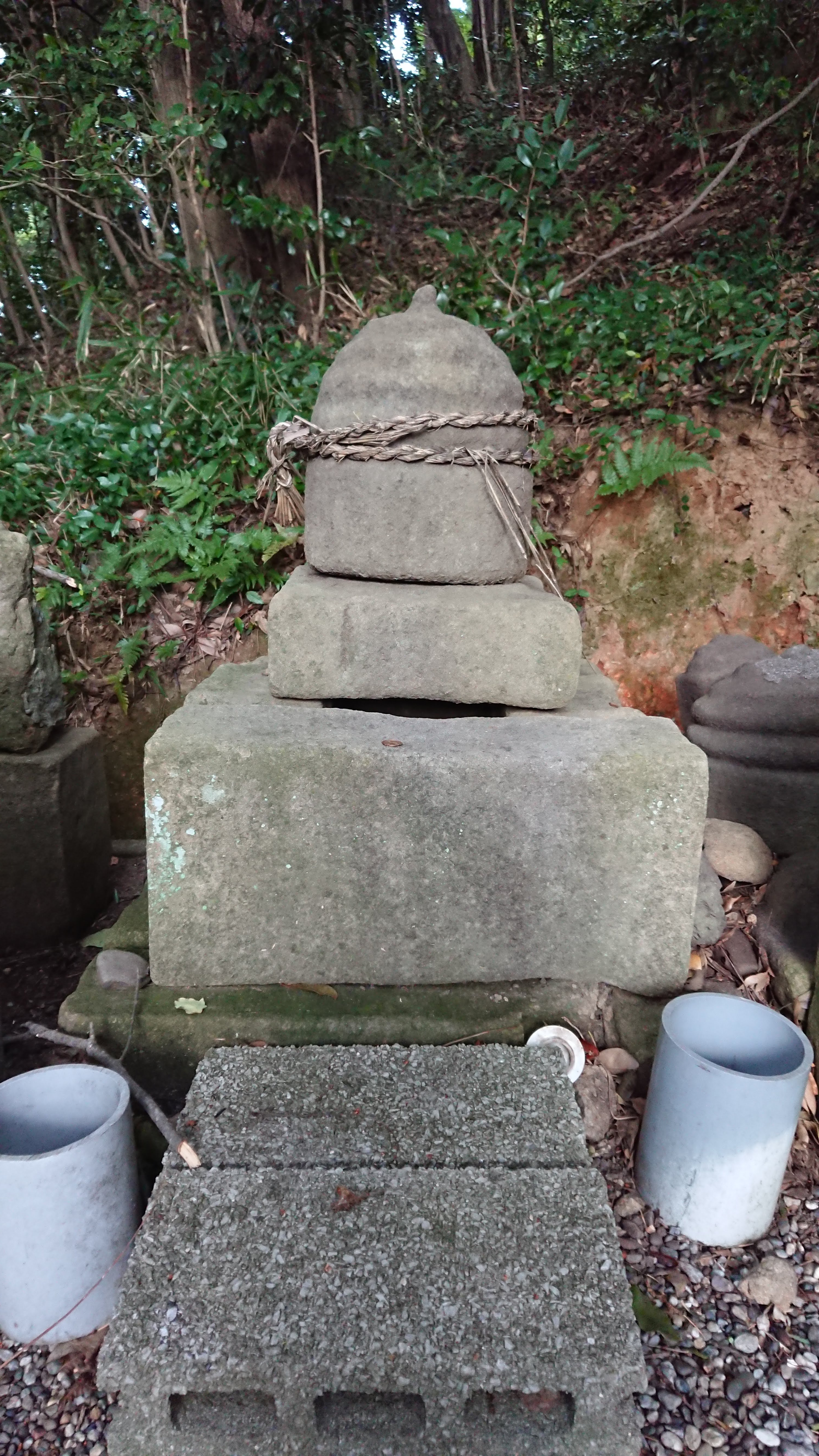
伝柳生宗章の墓（飯山城跡、鳥取県米子市）

## 関連作品
漫画
- 柳生宗章～秘剣 逆風の太刀～（2013年、作画：藤原芳秀、シナリオ：増田貴彦）